# الإسلام والإجهاض
حكم الإجهاض في الإسلام أو رأي الإسلام في الإجهاض هو مسألة فقهية تحدثت عنها الأحاديث النبوية وعلماء الدين المسلمين والفقهاء. لم يتطرق القرآن إلى الإجهاض بشكل مباشر، ولكن علماء المسلمين الذين يرون تحريم الإجهاض مطلقًا يستدلون بآيات تحريم قتل النفس وإهلاك الحرث والنسل، مثل الآية 205 من سورة البقرة: ﴿وَإِذَا تَوَلَّى سَعَى فِي الْأَرْضِ لِيُفْسِدَ فِيهَا وَيُهْلِكَ الْحَرْثَ وَالنَّسْلَ وَاللَّهُ لَا يُحِبُّ الْفَسَادَ ۝٢٠٥﴾ [البقرة:205]، وقوله تعالى: ﴿وَلا تَقْتُلُوا النَّفْسَ الَّتِي حَرَّمَ اللَّهُ إِلَّا بِالْحَقِّ﴾ سورة الأنعام:151.
ولكن حسب العقيدة الإسلامية والأحاديث النبوية فإن الجنين يمر بمراحل، وهي أن يكون نُطفة ثم علقة ثم مُضغة كل منها مدتها أربعون يومًا ثم يُنفخ فيه الروح، فعن عبد الله بن مسعود: «قال رسول الله ﷺ: إنَّ أحدَكُم يُجمَعُ خلقُهُ في بطنِ أمِّهِ أربعينَ يوماً ثمَّ يَكونُ في ذلك عَلقةً مثلَ ذلِكَ، ثمَّ يَكونُ مضغةً مثلَ ذلِكَ، ثمَّ يرسلُ الملَكُ فينفخُ فيهِ الرُّوحَ ويؤمرُ بأربعٍ، كلِماتٍ: بكَتبِ رزقِهُ وأجلِهُ وعملهُ وشقيٌّ أو سعيد». متفق عليه فاختلف الفقهاء حول إجهاضه قبل نفخ الروح فيه واختلفوا حول أي الأطوار التي يُصبح فيها الجنين نفسًا بشرية مُحرمَّة القتل، أما بعد نفخ الروح فيه فاتفقوا على أنه لا يجوز إجهاضه مطلقًا، أما قبل ذلك ففيه خلاف: فجمهور العلماء على تحريمه ومنهم من قال بالكراهة، ومنهم من قال بالجواز لعذر، ومنهم من قال بعدم الجواز مطلقًا، وأشهر هذه الأقوال بين المذاهب الفقهية هي الجواز في الأربعين الأولى من مراحل الجنين (وهي مرحلة النطفة) إذا كان هناك عذر (مثل وجود خطر على حياة الأم أو أن الحمل جاء من زنا أو اغتصاب).

## الأحاديث التي تتحدث عن الإجهاض
- عن أبي هريرة:[7] «قضى رسول الله صلى الله عليه وسلم في جنين امرأة من بني لحيان سقط ميتا بغرة عبد أو أمة ثم إن المرأة التي قضي عليها بالغرة توفيت فقضى رسول الله صلى الله عليه وسلم بأن ميراثها لبنيها وزوجها وأن العقل على عصبتها.»، في رواية أخرى:[8] «اقتتلت امرأتان من هذيل، فرمت إحداهما الأخرى بحجر فقتلتها وما في بطنها فاختصموا إلى رسول الله ﷺ فقضى رسول الله ﷺ أن دية جنينها غرة عبد أو وليدة وقضى بدية المرأة على عاقلتها وورثها ولدها ومن معهم.»، ومعنى الحديث أن امرأتين تشاجرا فقتلت إحداهما الأخرى بغير عمد، وكان الأخرى في بطنها جنين فمات معها، فقضى النبي محمد بدفع ديّة للجنين (مقدارها عشر ديّة المرأة) بالإضافة إلى ديّة المرأة، وفيه دليل على أن قتل الجنين من قتل النفس.[9]
- عَنِ المغيرة بن شعبة: «عَنْ عُمَرَ رَضِيَ اللَّهُ عَنْهُ: أَنَّهُ اسْتَشَارَهُمْ فِي إِمْلاَصِ المَرْأَةِ، فَقَالَ المُغِيرَةُ: «قَضَى النَّبِيُّ ﷺ بِالْغُرَّةِ، عَبْدٍ أَوْ أَمَةٍ» فَشَهِدَ مُحَمَّدُ بْنُ مَسْلَمَةَ: أَنَّهُ شَهِدَ النَّبِيَّ ﷺ قَضَى بِهِ.»، وإملاص المرأة: هو الإجهاض أو قتلها لجنينها، ومعناه أنها عليها جزء من الديّة كأنما قتلت نفسًا.[10]

## آراء الفقهاء
لم يختلف الفقهاء في حكم الإجهاض بعد نفخ الروح، فقد أجمعوا على حرمة الإجهاض بعد نفخ الروح في الجنين لأي سبب أو عذر بعد مرور 120 يومًا على الحمل.  ويرى المالكية، وبعض الحنفية، وبعض الحنابلة أن درجة التحريم متفاوتة بين مرحلة وأخرى، إلا أن الإثم يلحق في الجميع، ولذا تجب في مذهبنا كفارة القتل على إجهاض الجنين، وقد قرر ذلك أبو حامد الغزالي حيث قال: «وأول مراتب الوجود أن تقع النطفة في الرحم وتختلط بماء المرأة وتستعد لقبول الحياة وإفساد ذلك جناية فإن صارت مضغة وعلقة كانت الجناية أفحش وإن نفخ فيه الروح واستوت الخلقة ازدادت الجناية تفاحشا، ومنتهى التفاحش في الجناية بعد الانفصال حيًا.»
لكن أجاز بعض الفقهاء الإجهاض في الأربعين يومًا الأولى من الحمل لعذر قوي إما لإنقاذ حياة المرأة أو إن كان الحمل من زنا أو اغتصاب، قال الرملي: «لو كانت النطفة من زنا فقد يتخيل الجواز قبل نفخ الروح.»، وأفتى الحنفية بالإباحة لعذر ضروري فقط في أول مراحل الحمل، وقال ابن وهبان: «إن إباحة الإسقاط محمولة على حالة الضرورة». بينما معتمد المالكية التحريم مُطلقًا، فيقول الدردير: «لا يجوز إخراج المني المتكون في الرحم ولو قبل الأربعين يوما.»